# 알림한 시즈디코프
알림한 알셰로비치 시즈디코프(카자흐어: Әлімхан Әлшерұлы Сыздықов 앨림한 앨셰룰르 스즈드코프, 러시아어: Алимха́н Алшерович Сызды́ков, 1994년 6월 14일~)는 카자흐스탄의 레슬링 선수이다. 2024년 하계 올림픽 그레코로만형 헤비급에 참가했으며 아시안 게임 동메달 1개, 아시아 선수권 대회 금메달 1개, 은메달 1개, 동메달 1개를 획득했다.